# Чэнцзян
Чэнцзя́н (кит. упр. 澄江, пиньинь Chéngjiāng) — городской уезд городского округа Юйси провинции Юньнань (КНР).

## История
После завоевания Дали монголами и вхождения этих мест в состав империи Юань в 1276 году здесь был создан Чжунлуский регион (中路), с 1279 года ставший Чэнцзянским регионом (澂江路); в составе региона были, в частности, уезд Янцзун (阳宗县) и Хэянская область (河阳州), которая в 1289 году была понижена в статусе и стала уездом Хэян (河阳县). После завоевания этих мест войсками империи Мин Чэнцзянский регион стал с 1382 года Чэнцзянской управой (澂江府). Во времена империи Цин власти Чэнцзянской управы размещались в уезде Хэян, к которому в 1669 году был присоединён уезд Янцзун.
После Синьхайской революции в Китае была проведена реформа структуры административного деления, в результате которой управы были упразднены, и потому в 1913 году Чэнцзянская управа была расформирована, остался только уезд Хэян. Так как оказалось, что в провинции хэнань имеется уезд с точно таким же названием, в 1914 году уезд Хэян был переименован в Чэнцзян (澂江县).
После вхождения провинции Юньнань в состав КНР в 1950 году был образован Специальный район Юйси (玉溪专区), и уезд вошёл в его состав. В 1955 году написание названия уезда было изменено на 澄江县. В 1970 году Специальный район Юйси был переименован в Округ Юйси (玉溪地区).
В 1997 году округ Юйси был преобразован в городской округ.
В 2019 году уезд Чэнцзян был преобразован в городской уезд.

## Административное деление
Городской уезд делится на 2 уличных комитета и 4 посёлка.

## Достопримечательности
- Палеонтологический заповедник Чэнцзян